# خوان أراندا
خوان أراندا (بالإسبانية: Juan Francisco Aranda)‏ هو لاعب كرة قدم إسباني في مركز الدفاع، ولد في 24 يوليو 1988 في مونتيمولاين في إسبانيا. لعب مع ريكرياتيفو ونادي قادش ونادي مليلية.

## وصلات خارجية
- خوان أراندا على موقع قاعدة بيانات كرة القدم.إي يو (الإنجليزية)
- خوان أراندا على موقع Soccerway.com (الإنجليزية)
- خوان أراندا على موقع AS.com (الإسبانية)